# 劳伦·斯塔姆
劳伦·斯塔姆（荷蘭語：Lauren Stam，1994年1月30日—），荷兰女子曲棍球运动员，司职后卫。她曾代表荷兰国家队参加2020年夏季奥林匹克运动会曲棍球比赛，获得一枚金牌。